# Academia Cavalheiresca em Legnica

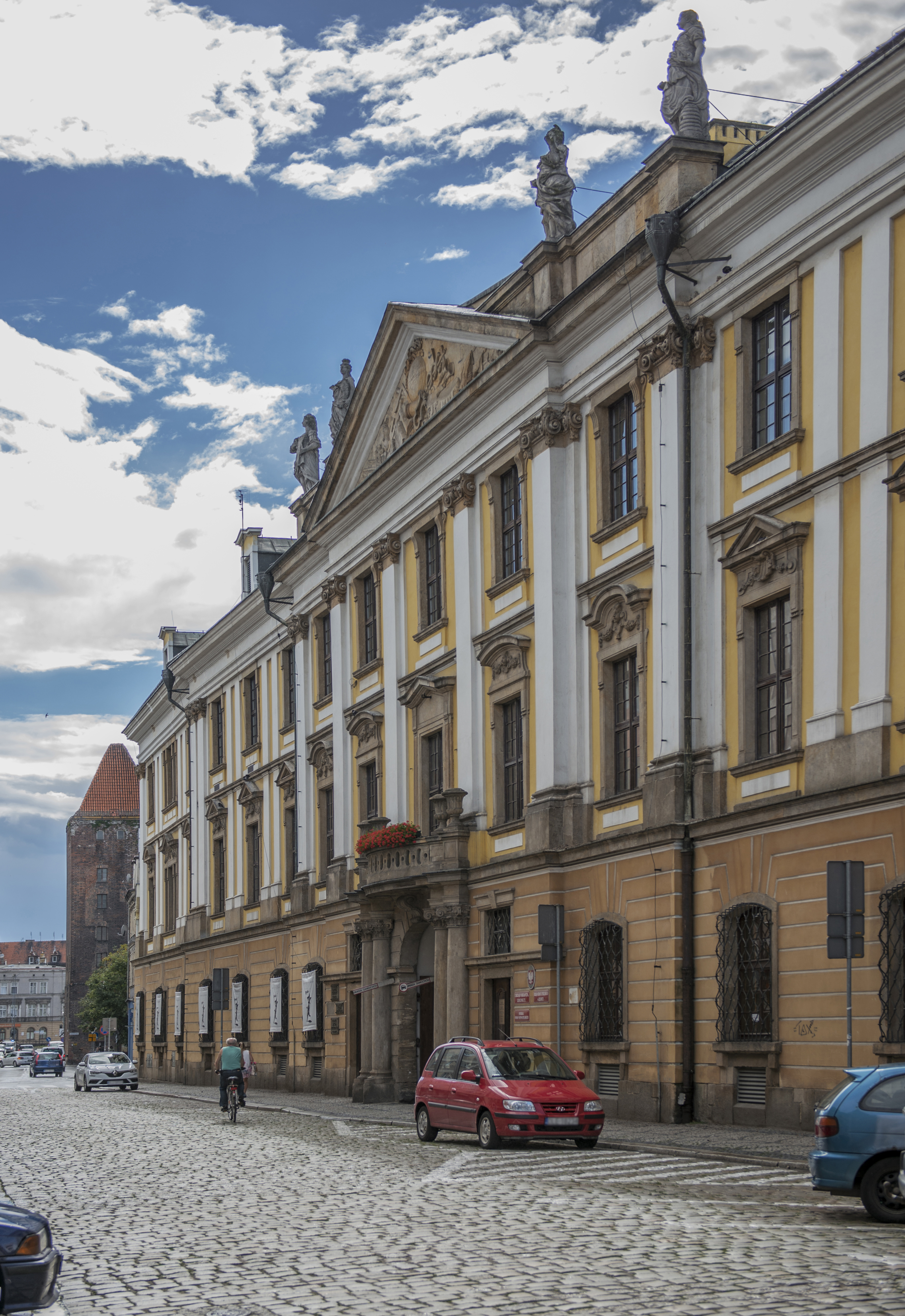
Academia Cavalheiresca

Academia Cavalheiresca em Legnica (al. Kaiserliche Ritterakademie zu Liegnitz) – a escola de ensino médio masculino em Legnica, que operou entre 1730 e 1945.

## Esboço da história
O príncipe Jerzy Rudolf de Legnica (1595–1653), que não teve filhos, escreveu no seu testamento de 1646 grandes recursos para criar uma escola para jovens rapazes aristocratas - protestantes da Silésia. A escola tinha de ser administrada por capítulo calvinista da igreja da corte do São João e nomear-se Johannisstiftung - Fundação do São João. A realização da sua ideia não foi comprimida por 22 anos depois sua morte por situação complicada na questão da sucessão do trono da Silésia entre os membros da dinastia dos Piastas Silesianos até o fim da dinastia com a morte do último Piasta, Jerzy Wilhelm em 1675.
A situação instável foi usada pela Casa de Habsburgo católica, que já teve o trono tcheca,  assumiu o trono do Principado de Legnica como feudo, depois do fim da dinastia Piasta.
De instante começaram a recatolização do último território da terra silesiana, na qual dominava a tolerância religiosa, e onde a maioria dos súditos foi calvinista. A igreja do São João foi dado aos Jesuítas que a tornaram católica, os meios destinados para criação da Academia foram confiscados pelo tesouro nacional do Império.
Só a paz em Altranstädt (1706) obrigou Habsburgos ao retorno do fundo roubado. Foi criada em Legnica a nova escola para aristocratas, Academia Cavalheiresca, na qual podiam educar-se os protestantes e católicos, contra as intenções do fundador Jerzy Rudolf de Legnica.
O reformador da Academia Cavalheiresca foi Karl von Zedlitz - o ministro da educação prussiano, nos anos 1788-1789, o diretor da escola. Desde de 1811 a escola podiam frequentar também os jovens de origem não aristocrática, em 1901 a Academia foi mudada para um liceu público que funcionou até 1945. Ao liceu frequentavam, por causa da tradição cultivada, muitos jovens de famílias nobres do Reino da Prússia. Um dos professores na metade do século XIX foi o pintor Theodor Blätterbauer.

## Edifício da Academia
O edifício monumental da Academia, um dos monumentos principais de barroco austriaco no terreno da Polónia contemporânea, foi emergido nos anos 1726-1738 segundo os planos dum arquiteto de Viena Josepha Emanuela Fischera von Erlacha e sobreviveu à Segunda Guerra Mundial. Devastado sistematicamente após 1945 quando serviu como uma das muitas quartel das tropas soviéticas que estacionaram em e nos arredores de Legnica. So em 1978 a parte soviética passou edificio aos polacos. A renovação da Academia Cavalheiresca foi oficialmente concluída no fim de Março de 2016.